# Jean Knox
Jean Marcia Montagu, baronesa de Swaythling, CBE (de soltera Leith-Marshall; 14 de agosto de 1908 – Londres, 13 de diciembre de 1993), su primer nombre de casada fue Knox, desde julio de 1941 hasta octubre de 1943 fue directora del Servicio Territorial Auxiliar (en inglés, Auxiliary Territorial Service, abr. ATS) la rama femenina del Ejército Británico durante la Segunda Guerra Mundial.

## Biografía
Jean Marcia Montagu nació el 14 de agosto de 1908, su padre era Granville George Marshall y su madre Ivy Florence Ashby. Antes de la Segunda Guerra Mundial, vivía en Leicestershire y era ama de casa. No había tenido otro trabajo antes de la guerra.

### Servicio militar
Knox se unió al Servicio Territorial Auxiliar (Auxiliary Territorial Service o ATS) casi un año antes del estallido de la Segunda Guerra Mundial, en octubre de 1938, y asumió tareas de cocina. Se convirtió en comandante de compañía, en la 2.ª Compañía de Herts. El 30 de mayo de 1941 se le dio una comisión en la ATS en el grado de segundo subalterno, equivalente a subteniente (second lieutenant). En abril de 1941, fue ascendida a comandante superior, equivalente a mayor y nombrada Inspectora de la ATS. En este puesto, inspeccionó todos los comandos de la ATS y ocupó un puesto en el Consejo del ATS.

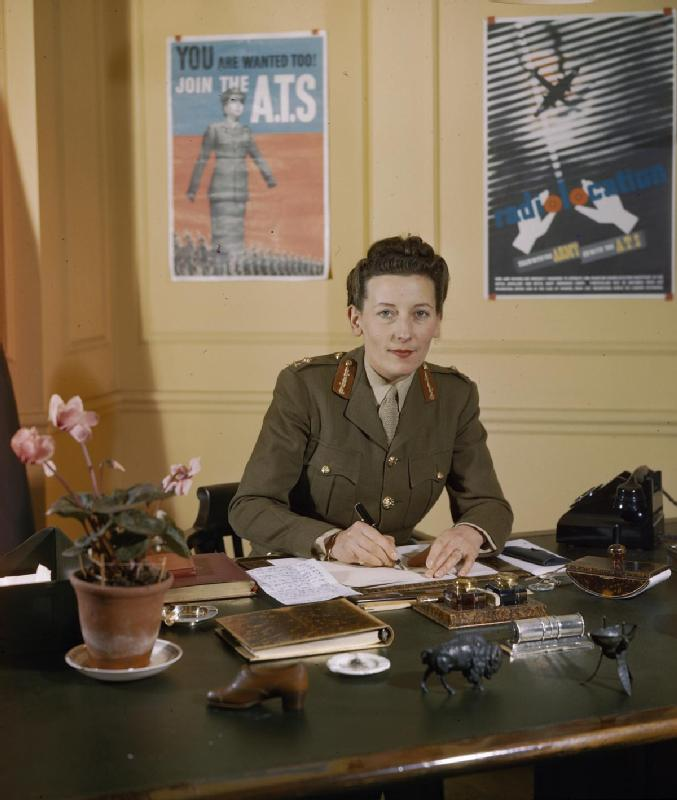
Como directora del Servicio Territorial Auxiliar

El 21 de julio de 1941 fue nombrada directora del Servicio Territorial Auxiliar. Se le otorgó el rango interino de controlador en jefe (equivalente a mayor general), mientras que tenía el rango sustantivo de guerra de comandante superior (equivalente a mayor). Esto la convirtió en la general más joven del mundo en ese momento. Una de sus primeras acciones como directora fue diseñar un uniforme nuevo y ajustado para todos los rangos de la ATS.
El 21 de julio de 1942, fue ascendida a controladora sustantiva de guerra (equivalente a coronel) y nombrada controladora principal temporal. En septiembre de 1942, viajó a Canadá para inspeccionar el Cuerpo del Ejército de Mujeres Canadienses (Canadian Women's Army Corps) y ayudó en su campaña de reclutamiento. Regresó al Reino Unido en noviembre después de un viaje de siete semanas. El 30 de octubre de 1943 renunció al cargo de directora del Servicio Territorial Auxiliar, por motivos de salud.
El 12 de diciembre de 1943, renunció al rango temporal de controlador principal y renunció a su cargo, por lo que se retiró con el rango de controlador sustantivo de guerra.

### Posguerra
Durante seis semanas en 1948, Knox fue directora gerente de los grandes almacenes Peter Jones, situados en Sloane Square en Chelsea un exclusivo barrio del centro de Londres. No dio ninguna razón para su renuncia en abril de 1948, pero la tienda describió su nombramiento como una «prueba».
Jean Knox murió el 13 de diciembre de 1993 a los 85 años de edad.
En 1935 se casó con George Ronald Meldrum Knox, hijo del teniente coronel James Meldrum Knox, con quien tuvo una hija. Se divorciaron antes de 1945. Ese mismo año se casó con Stuart Albert Samuel Montagu, tercer barón de Swaythling, en Southampton.

## Condecoraciones
En los Honores de Año Nuevo de 1943, Knox fue nombrada Comendador de la Orden del Imperio Británico (CBE). Recibió la insignia de la Orden en una ceremonia de investidura en el Palacio de Buckingham de manos del rey Jorge VI.